# Botterens
Botterens (frp. Botèrin, hist. Botteringen) – gmina (fr. commune; niem. Gemeinde) w Szwajcarii, w kantonie Fryburg, w okręgu Gruyère. Leży nad jeziorem Lac de la Gruyère. 1 stycznia 2006 do gminy przyłączono gminę Villarbeney.

## Demografia
W Botterens mieszkają 733 osoby. W 2020 roku 15,5% populacji gminy stanowiły osoby urodzone poza Szwajcarią.

## Transport
Przez teren gminy przebiega droga główna nr 180. 